# Anuscopie

Anuscope, proctoscope et rectoscope, avec leurs tailles approximatives.

L'anuscopie est un examen médical faisant partie de l'examen proctologique, qui comprend également le toucher rectal et la rectoscopie.
Cet examen est réalisé à l'aide d'un anuscope qui est une sorte de spéculum que l'on insère dans l'anus. C'est un appareil court muni d'un mandrin pour l'introduction qui est ensuite retiré lors de l'inspection. Il permet l'examen visuel direct de la muqueuse du canal anal et du bas rectum.
Cet examen, même s'il peut être désagréable, est indolore et ne nécessite aucune préparation, contrairement à la rectoscopie, à la rectosigmoïdoscopie ou à la coloscopie totale.
Il permet le plus souvent de diagnostiquer les hémorroïdes et les fissures anales.